# Presijan I.
Presijan (bug. Пресиян, Персиян, Пресиан) bio je kan Bugarske (836. – 852.). 
Prema bizantskim izvorima, Presijan I. je bio sin Zviniče (Zbēnitzēs), koji je bio sin Omurtaga, dok nekoliko tumačenja poistovjećuje Presijana s njegovim prethodnikom Malamirom. U djelu Cäğfär Taríxı iz 17. stoljeća, Birdžihan (Presijan) nazvan je sinom Sabanše (Zviniča).
Presijan je dovršio vojno-administrativno uređenje Omurtaga i podijelio Bugarsku na 10 upravnih jedinica. 
Bugarski kan Presijan napao je srpske zemlje 839. godine. Invazija je dovela do trogodišnjeg rata, u kojem je pobijedio srpski knez Vlastimir. Vlastimirova vojska protjerala je Presijana sa srpskog teritorija. Osim što nije ostvario teritorijalne dobitke, kan Presijan je pretrpio velike gubitke zbog srpske taktičke prednosti u brdima. Rat je završio smrću cara Teofila 842. godine, čime je Vlastimir oslobođen obveze prema Bizantskom Carstvu.[nedostaje izvor]
Presijana je naslijedio sin Boris I., dok je Presijanova kći bila Ana.